# Umbrella
„Umbrella“ je singl nazpívaný barbadoskou zpěvačkou Rihanna v roce 2007. Na tvorbě této písničky se také podílel raper a zpěvák Jay-Z. Písnička byla první z jejího sólového alba Good Girl Gone Bad. V překladu znamená píseň Umbrella „deštník“. Celková délka písničky je 4:18 minut.
Skladba „Umbrella“ se stala po songu SOS druhá nejlepší v Billboard Hot 100 a také vůbec první písní, která dosáhla vrcholu v kanadské hitparádě Canadian Hot 100.